# روجر دي هان
روجر دي هان (بالإنجليزية: Roger De Haan)‏ هو شخصية أعمال بريطاني، ولد في 1948 في نورثامبتون في المملكة المتحدة.